# 히가시스사촌
히가시스사촌(東須佐村)은 시마네현 이시군에 설치되었던 촌이다. 현재의 이즈모시에 해당한다.